# Klimopkever
De klimopkever (Ochina ptinoides) is een keversoort uit de familie klopkevers (Anobiidae). De wetenschappelijke naam van de soort is voor het eerst geldig gepubliceerd in 1802 door Thomas Marsham.